# Maja Nikolić
Marija "Maja" Nikolić, född den 11 april 1975 i Niš, Serbien, är en serbisk popstjärna.

## Diskografi
- Uzmi me (2003)
- Iz inata (2006)
- Pali Andjeo (2010)

### Singlar
- Srce od plastike (2002) – Uzmi me
- Uzmi me  (2003) – Uzmi me
- Led Ledeni (2003) – Uzmi me
- Losa Mala (2003) – Uzmi me
- Otrov (2006) – Iz inata
- Robinja (2006) – Iz inata
- Apoteka (2006) – Iz inata
- Hej Mali, Mali (2007) – Maja Nikolic: Compilation Album
- Pali andjeo (2009) – Pali Andjeo
- Sakom o sto (2010) – Pali Andjeo
- Tequila (2010) – Pali Andjeo
- Litar vina (2010) – Pali Andjeo
- Arogantna kraljica (2011) – Pali Andjeo

### TV-shower
- Dvor (2010/2011)-TBA
- Farma (2009)-98 days
- My New Best Friend (2008)
- My New Best Friend (2006)